# Антипов, Николай Андреевич
Николай Андреевич Антипов (1821 — после 1896) — русский архитектор, автор ряда зданий в Санкт-Петербурге.

## Биография
Родился в 1821 году. Вольноприходящий ученик Академии художеств. В 1852 году за «проект городских ворот» удостоен звания неклассного художника.
В 1854—1860 годах служил архитектором придворной конторы, в 1861—1868 — Морского кадетского корпуса, в 1871—1873 годах — в Губернском строительном отделении, с 1873 — в городской управе и канцелярии градоначальника. Член временной комиссии по фабрично-заводским делам (с 1881 года). Коллежский асессор.
Имел награды: орден Святой Анны 3-й степени (1876), орден Святого Владимира 4-й степени (1878, за строительство дома призрения душевнобольных в Петербурге), орден Святого Станислава 2-й степени (1882).

## Проекты и постройки

### Санкт-Петербург
- Доходный дом. Улица Жуковского, 5 (1876)[2];
- Доходный дом. Верейская улица, 26 (1872)[2].

### Москва
- Конкурсный проект здания Архива Министерства юстиции (1881; не реализовано)[7].